# Хохолоуш, Йиржи
Йиржи Хохолоуш (чеш. Jiří Chocholouš; 9 декабря 1856, Прага, Земли Чешской короны — 3 сентября 1930, Мала-Страна) — чехословацкий, ранее австро-венгерский, шахматный композитор, один из основоположников Чешской школы в задачной композиции. Инженер путей сообщения.
С 1872 года опубликовал свыше тысячи задач, преимущественно трёхходовки. Кроме правильных матов, придавал в игре большое значение комбинационных элементам в сочетании с эффектным вступительным входом; это направление получило дальнейшее развитие в работах Э. Палькоски и его последователей. Из теоретических работ Хохолоуша наибольший интерес представляет его доклад на съезде шахматистов Брно (1907), где он периодизировал развитие задачи в Чехии и дал характеристику его отдельных этапов.